# Assen Chadshiolow

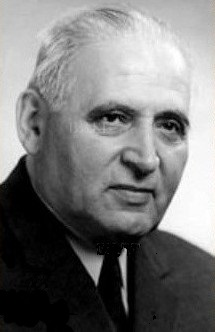
Assen Iwanow Chadshiolow (1981)

Assen Iwanow Chadshiolow (bulgarisch Асен Иванов Хаджиолов; * 19. Januar 1903 in Schirokowo; † 1. Juni 1994 in Sofia) war ein bulgarischer Histologe.

## Leben
Chadshiolow war Gründer und Direktor des Instituts für Morphologie der Bulgarischen Akademie der Wissenschaften, deren Mitglied er auch war. Er war darüber hinaus erster Vorsitzender des Verbandes der Wissenschaftler Bulgariens.
In seinen wissenschaftlichen Arbeiten befasste er sich unter anderem mit der Histologie von Fettgeweben, dem Metabolismus der Lipide und der Lumineszenz von Geweben. Er wurde mit dem Dimitroffpreis ausgezeichnet.